# Tống Thanh
Tống Thanh là một nhân vật hư cấu trong tiểu thuyết Thủy hử của nhà văn Thi Nại Am. Ông là đầu lĩnh thứ 76 trong 108 đầu lĩnh Lương Sơn Bạc, biệt hiệu là Thiết Phiến Tử (tiếng Trung: 鐵扇子, tiếng Anh: Iron Fan, tiếng Việt: Tay quạt sắt), được sao Địa Tuấn Tinh (Hán ngữ: 地俊星, tiếng Anh: Handsome Star) chiếu mệnh.

## Thân thế
Tống Thanh (Tống Tứ Lang) là em trai của Tống Giang (tức Tống Công Minh).
Tống Giang được cứu ở Hàng Châu sợ cha và em bị tri phủ bắt bèn đem họ vào Tống phủ khi trời tối nhưng lại bị đô đầu truy đuổi. May mắn gặp Cửu Thiên Huyền Nữ và được cứu. Sau đó Tống Thanh được Ngô Dụng sai người đưa lên Lương Sơn. Tống Thanh làm nhiệm vụ coi yến tiệc ở Lương Sơn. Sau này triều đình chiêu an, Tống Thanh may mắn không tử trận trong chiến dịch Phương Lạp. Ông là người trông coi miếu tự của 108 anh hùng Lương Sơn Bạc và được phong Vũ Dịch Lang.